# بيتميرورن
بيتميرورن (بالإنجليزية: Bettmerhorn)‏ هو أحد جبال سلسلة جبال الألب البرنية وجزء من القمة الأم يغيشورن يقع في كانتون فاليز، سويسرا. يبلغ ارتفاع الجبل حوالي 2872 متر، بينما يبلغ ارتفاع نتوء الجبل 150 متر.